# Wilkins (Mondkrater)
Wilkins ist ein Einschlagkrater auf der Mondvorderseite westlich des Mare Nectaris, zwischen den Kratern Pontanus im Westen und Rothmann im Osten.
Der Kraterrand ist sehr stark erodiert, das Innere weitgehend eben.
| Buchstabe | Position           | Durchmesser | Link |
| --------- | ------------------ | ----------- | ---- |
| A         | 29,21° S, 18,86° O | 14 km       |      |
| B         | 29,59° S, 18,89° O | 8 km        |      |
| C         | 30,76° S, 19,97° O | 18 km       |      |
| D         | 27,92° S, 17,63° O | 30 km       |      |
| E         | 28,41° S, 19,38° O | 9 km        |      |
| F         | 30,4° S, 20,36° O  | 6 km        |      |
| G         | 30,02° S, 18,38° O | 5 km        |      |
| H         | 28,69° S, 18,47° O | 6 km        |      |

Der Krater wurde 1961 von der IAU nach dem walisischen Ingenieur und Amateurastronomen Hugh Percy Wilkins offiziell benannt.